# گانت (کارولینای جنوبی)
گانت(به انگلیسی: Gantt) شهری در ایالت کارولینای جنوبی کشور ایالات متحده آمریکا است که جمعیت آن در سرشماری سال ۲۰۱۰ میلادی، ۱۴٬۲۲۹ نفر بوده‌است.